# NGC 7427
NGC 7427 este o galaxie situată în constelația Pegas. A fost descoperită în 22 noiembrie 1865 de către Otto Vasilievici Struve⁠(d).